# Пятнистый терпуг
Пятни́стый те́рпуг, или терпуг Стеллера (лат. Hexagrammos stelleri) — морская донная рыба семейства терпуговых (Hexagrammidae). Широко распространена в северной части Тихого океана, встречается в Чукотском море.

## Описание
Максимальная длина тела 48 см, а масса до 1,6 кг.
Спинной плавник с выемкой, разделяющей колючую часть с 20—24 лучами и мягкую часть с 19—23 лучами. В анальном плавнике 22—25 мягких лучей. В грудном плавнике 18—20 лучей, разделённых широкими рассечёнными перепонками. Хвостовой плавник усечённый или слабовыемчатый. За глазами имеются бахромчатые мочки.
По бокам тела проходят по пять боковых линий; первая короткая боковая линия не доходит до середины передней части спинного плавника, четвёртая не раздваивается перед брюшным плавником.
Окраска тела желтовато-бурая с многочисленными светлыми пятнами. Низ головы розовый, брюхо белое. Все плавники серого или серо-бурого цвета с пятнами и полосами и зеленоватыми крапинками. В начале спинного плавника тёмное пятно.

## Распространение и местообитания
Наиболее широко распространённый вид рода Hexagrammos. Встречается только в северной части Тихого океана. По азиатскому побережью от залива Петра Великого и тихоокеанской стороны острова Хоккайдо до Чукотки. Обычен в северной части Японского моря, в Охотском и Беринговом морях, вдоль Курильских островов и у побережья восточной Камчатки. По американскому побережью от Берингова пролива,  Алеутских островов и  залива Аляска вдоль побережья Британской Колумбии и США до Калифорнии. Обнаружен в Чукотском море.
Прибрежная донная рыба, обитает на глубине от 1 до 175 м у скал и рифов над скалистыми грунтами, часто в зарослях водной растительности.
Ведёт оседлый одиночный образ жизни, совершает лишь сезонные миграции, откочёвывая зимой на бо́льшие глубины.

## Размножение
Впервые созревают в возрасте 2—3 года при длине тела 17—19 см.
Сроки нереста различаются в разных частях ареала. В заливе Петра Великого нерест происходит в сентябре—октябре, в Тауйской губе — в июле—сентябре.
Для нереста подходят близко к берегам, нерестилища расположены на глубине 3—9 м.
Нерест порционный, самка делает несколько кладок.
Икра откладывается на скальный грунт и на водную растительность.
Клейкие икринки диаметром 2,0—2,5 мм прикреплены друг к другу, а общая масса икринок прикрепляется к грунту. В каждой кладке 1200—5200 икринок. Плодовитость зависит от размеров самок и варьирует от 1 тысячи до 12 тысяч икринок.
После нереста самки сразу откочёвывают к местам нагула, а самцы, после оплодотворения икры, охраняют кладки вплоть до вылупления личинок. Один самец может охранять несколько кладок. Если по каким-либо причинам кладка не охраняется самцом, то вся икра поедается хищниками. Эмбриональное развитие продолжается около 1 месяца. Личинки и молодь в возрасте до 1 года обитают в пелагиали, разносятся течениям на значительные расстояния, затем переходят к бентическому образу жизни.

## Питание
Основу рациона пятнистого терпуга составляют ракообразные и рыбы. В желудках также встречаются моллюски, полихеты и эхиуриды. Наблюдается изменение спектра питания по мере роста рыб: вместо гаммарид и мизид доминирующее положение занимают креветки, крабы и раки-отшельники. Крупные взрослые особи питаются почти исключительно рыбой.

## Хозяйственное значение
Специализированный промысел не ведётся, попадается в виде прилова в ставные и закидные невода и жаберные сети. Является популярным объектом рыбалки с берега или небольших лодок в прибрежье.